# Тактичне командування Повітряних сил США
Тактичне командування Повітряних сил США (англ. Tactical Air Command, TAC) — одне з Головних командувань ПС США, що існувало у складі Повітряних сил армії США, а згодом окремого виду збройних сил, з 21 березня 1946 до 1 червня 1992 року. Командування зі штаб-квартирою дислокувалося на базі ПС Ленглі, штат Вірджинія, а після завершення Холодної війни було скорочене, її особовий склад, озброєння та військова техніка перейшло до Бойового командування ПС (ACC).
Тактичне авіаційне командування було створено для забезпечення балансу між стратегічними силами, силами протиповітряної оборони та тактичними силами ПС армії США після Другої світової війни, а з 1947 року — Повітряних сил США. У 1948 році Континентальне командування перебрало на себе управління протиповітряною обороною, тактичною авіацією і резервними силами Повітряних сил. Після двох років перебування в ролі підпорядкованої цьому Командуванню структури Тактичне повітряне командування (TAC) було перетворене на Головне командування.

## Зміст
Після закінчення Другої світової війни відбулася докорінна реорганізація Повітряних сил армії США. В її рамках було сформовано три основні Командування: Стратегічне, Тактичне та Командування аерокосмічної оборони. Тактичне повітряне командування було сформовано для командування, організації, оснащення, навчання та управління виділеними або доданими силами військової авіації тактичного рівня. До них належали тактичні винищувачі, бомбардувальники, ракети, авіаносна авіація, штурмові, розвідувальні підрозділи та підрозділи забезпечення. TAC також спланувало та розробляло спроможності для розгортання тактичних ударних сил у будь-якій точці світу.
За час свого існування Тактичне командування залучалося до застосування військової авіації в Азії (як Тихоокеанський регіон/Південно-Східна Азія, так і Південно-Західна Азія/Близький Схід), Африці, Північній й Південній Америці, Європі та Австралії для підтримки наземних місій.
На момент формування Тактичне командування нараховувало 25 500 офіцерів і рядових. Доступні авіаційні засоби складалися з пропелерних P-51 «Мустанг», P-47 «Тандерболт» і кількох нових реактивних винищувачів P-80 «Шутінг Стар». До складу Командування передали 3-тю, 9-ту та 12-ту повітряні армії.